# Як ведеться, так і живеться
«Як ведеться, так і живеться» — незавершений цикл оповідань українського письменника Панаса Мирного.

## Історія написання
До циклу входять сім оповідань: «День на пастівнику», «Батьки», «Дома», «У школі», «Брат і сестра», «Панич», «Татарин братик, татарин». Перші два оповідання були опубліковані за життя Панаса Мирного в альманасі «Рада», оповідання «Дома» та «У школі» побачили світ в 1928 р., решта — тільки 1951 р.
Ідею написати цикл оповідань письменник висловив у листі до М. П. Старицького від 26 березня 1882 р.:

Колись малась думка у таких обрисках подати (як Щедрін у «Сімействі Головльових») цілу низку народних типів від дідів аж до сього часу, зв'язавши їх докупи однією ідеєю: як з покоління до покоління винародовлювались наші найталановитіші люди і як тільки освіта посліднього часу знову довела внуків до того погляду, що вся робота батьків була одна тяжка помилка, і як вони знову привернулись до народу. Я не залишив зовсім сії своєї праці, оже на який час все-таки її одкинувся. А проте є, кажу, у мене обрисків зо два…".

Цикл оповідань так і не був завершеним.

## Сюжет
- «День на пастівнику» — автор змальовує картину літнього спекотного дня. Троє братів випасають худобу, розважають себе іграми, вирішують суперечки.
- «Батьки» — історія створення двох сімей братів Якова та Йосипа Грицаїв, народження дітей та життя в одному селі.
- «Брат і сестра» — картина відносин між дітьми Якова та Йосипа, розкриття дитячих характерів, їх поведінки.
- «Дома» — змальовки господарського життя селян, побут дорослих та дітей.
- «У школі» — опис Галиних почуттів стосовно відносин з мамою, стосунки школярів із Василем. Картина суперечки дітей у школі.
- «Панич» — картина змальовує події через кілька років. Дорослі діти і старші батьки — їх зміни у характері, зовнішності, поведінці.
- «Татарин, братік, татарин!» — трансформація Галі, видозміни у сімйених відносинах двох родин

## Ідейно-тематичний зміст
Автор визначав ідеєю циклу подання у «обрисках» низку народних типів. Попри незавершений статус циклу оповідань Панаса Мирного «Як ведеться, так і живеться», робота письменника має естетичну цінність. У творі змальована постійно актуальна тема для українського читача — життя його народу. Процес дослідження образів, які витворює автор на сторінках своїх оповідань дає змогу повноцінно зрозуміти специфіку поведінки, менталітету української людини. Огляд повсякденності минулих і теперішній поколінь відображає зміни, які відбулись у колективній свідомості і елементи, які у ній залишаються.

## Жанрово й стильові особливості твору
Цикл порушує низку соціально значущих проблеми, таких як: кріпацтво, рекрутство. Також розкриває труднощі родинно-побутового характеру: поділ спадку, відносини між родинами, відносини у родині тощо. Всі події у творі подано крізь призму думок та почуття персонажів, що свідчить про психологізм оповідань. Така риса характерна для всіх творів Панаса Мирного. Отже, характер оповідань можна назвати соціально-побутовим, позаяк за основну мету автор поставив собі зображення життя народу у його повсякденні.

## Образи циклу
Панас Мирний, характерно для себе, дає деталізовану та складну схему взаємовідносин між своїми героями. В цій умовній схемі він не просто вказує, хто кому приходиться, а й відображає разом з тим особливості характерів та індивідуальностей відповідно до статусу, спадковості тощо. Умовно, основних персонажів можна розділити на дві генеалогічні лінії: від заможного козака Ониська Грицая та від ключниці-кріпачки Оришки.
Образ родини Ониська та Явдохи, його дружини, можна сміливо назвати типовим. Грицай — це широко відтворений в українському фольклорі та літературі образ батька, голови сім'ї. У статті про «Народні оповідання» Марка Вовчка Дмитро Писарєв, як приклад національного характеру, називає образ батька і описує його так: «Сивий козак або селянин, який любить своїх дітей по-своєму, держить їх у суворій покорі, гордий своєю волею, непохитний у своїх переконаннях». Письменник неодноразово використовує такий образ у своїх творах: старий Мирон Ґудзь із славнозвісного роману «Хіба ревуть воли, як ясла повні?» цілком відповідає критеріям типового образу батька у народі. Проте автор показує, що окрім суворості Онисько переживає цілу масу сильних емоцій, пов'язаних з непростою долею його молодшого сина Йосипа: «Його наче з заліза скутоє тіло тремтіло, по лиці пробігали уразливії смуги; лоб наморщився, брови зсунулись, а очі, як ножі проти огню, блищали-горіли». Всі свої почуття Грицай тримав у собі, не промовив ані слова, хоча йому боліло не менше, аніж його дружині. Він не був байдужим, черствим, хоч і прямої реакції не виражав. Це характерний образ сильного, стриманого українського чоловіка, батька родини, який не може піддаватись душевним поривам, а натомість мусить бути мудрим та справедливим. Всі ці риси чітко відбиті в особі Ониська Грицая.
Образ його дружини Явдохи теж можна назвати типовим. Жінка слухняна та вірна, але разом з тим має свою думку і позицію. Вона має сили захищати сина, що ослухався батька, вона має сили прохати Ониська за нього, бо Явдоха — мудра жінка, і знає, що під маскою старого козака теж є теплі почуття до дітей і до неї самої: «У Явдохи після тієї розмови зосталась одна надія. Батько не зрікався свого сина… її серце чує, що, коли син прийде, припаде до ніг суворого старого, повиниться у всьому, — батько і помилує, і пожалує». Явдоха — це уособлення віри в краще, надії, добра та відданості, уособлення всіх найкращих для типової української жінки характеристик. Проте Мирний не ідеалізує її — характер Явдохи не сприймається, як щось особливе та унікальне, здається, так і має бути.
Отже, Онисько та Явдоха — це класичний образ українського подружжя: працьовиті, віддані роботі та вихованню дітей, чесні та некорисливі. Панас Мирний характерно не створює для них утопічних умов життя. Труднощі, що він їм дає, нівелюють своєрідну картинність їхніх образів. На фоні проблем і горя, подружжя вже не видається таким бездоганним та щасливим.
Особливості народного життя й побуту більш повноцінно відображено у образах Якова та Насті. Яків — старший син Ониська та Явдохи, молодий господар та зразкова дитина, Настя — його вірна дружина. Уваги цій парі приділено більше, оскільки лінія їхнього життя триваліша й розташована майже у всіх оповіданнях. Пара Насті і Якова — це наступне покоління, спадкоємці культури побуту поколінь попередніх. Письменник змальовує злагоду подружжя ще від початку їхнього спільного життя: «Живуть вони мирно та щасно, не знають вони ні в чому недостачі, не терплять нужди ніякої. Серце радіє, дивлячись на їх життя, як вони порпляться та голубляться». В описах повсякденного життя працелюбних селян легко можна помітити в Якові уособлення «зерна, вкинутого в родючий ґрунт» — це вдячний, чемний син, який виконує настанови батька, живе у мирі з дружиною, править господарство тощо. Настя, в свою чергу, є, наче продовженням образу Явдохи — вірна, несварлива жінка, добра мати і ладна господиня. Проте Настя більш впевнена в собі і своїх переконаннях, вона сміливіша і морально сильніша. В сюжетному контексті, вона — це уособлення небайдужості, бажання допомогти, це образ щирої української сердечності. Жінка не змогла залишитись байдужою, коли бачила нещасного Йосипа, коли бачила скривджену Галю тощо. Як і Явдоха, Настя народила двох синів, що додає до життя подружжя своєрідної ідеальності. Хлопчики Гриць та Івась урізноманітнюють образ родини. Діти Насті та Якова — це образи, які свідчать про благополуччя та сімейну ідилію. Хлопці не бешкетують, дружать між собою, поважають батьків, допомагають їм при хазяйстві. Отже, сім'я Якова і Насті — це класична, по-своєму ідеалізована родина другого покоління. Вони більш прогресивні, порівняно із Ониськом та Явдохою, але між ними досі помітні деякі риси типового подружжя українського суспільства.
Щодо паралельної родинної лінії образів-персонажів. Історія її починається від ключниці-кріпачки Оришки, яка жила у дворі пана Ратієва. Жінка була пишної вроди, весела і легка, проте ці риси більше нагадують наївність та легковажність. Фактично, Оришка була дружиною старого панського слуги Остапа, як оплата тому від пана за довготривалу службу, що досить іронічно, бо він був повноцінним дідом, в той час, як Оришка була молодицею. Після смерті Остапа жінка не довго лила сльози, що і засвідчує її несерйозність. Пізніше, Оришка народила дівчинку, як вважалось, від Остапа, але фактично це була дитина пана Ратієва. Загалом, її персонаж — це образ недалекоглядного та зіпсованого кріпака, який повірив у можливість власної вигоди із кріпосницького ладу. Ключниця думала, що так тепер буде завжди, повірила, що пан постійно дбатиме про неї та дочку Параску.
Попри не надто вагому роль у оповіданнях, образ пана Ратієва є дуже красномовним і символічним. Найяскравіше його особистість змальована в першому із семи оповідань «День на пастівнику»: «Грізний він був, палючий, як порох, упертий, як камінь, і вередливий, як дитина. Сказав що робити — роби». Вважалося, що Ратієв знущався над слугами, мордував, калічив, ґвалтував. Одна згадка про пана змушувала людей здригатися. Разом з тим, самому Ратієву було все одно на поговір і на лиху славу, як і всім типовим панам, його цікавили лише власні бажання. Його образ — це не просто уособлення жахливого панства, це уособлення людиноненависництва, байдужості, корисливості загалом, просто ці характерні риси були зазвичай притаманні саме представникам панства. Так письменник гостро засуджує кріпосництво і кріпосників, зображаючи тільки найгірші їхні ознаки і витворює таким чином особу Ратієва.
До слова про тему спадковості — у Параски було двоє дітей. Спадковим фактором можна назвати те, що, як і матір Оришка, Параска народила сина Василя від випадкового панича, а шлюб взяла з звичайний сільським хлопцем — Йосипом Грицаєм, молодшим сином Ониська Грицая. Панська кров зіпсувала й хлопчика Василя — знову фактор спадковості. Дитина росла нелагідною та жорстокою, нахабною та невдячною. Персонажем Василя письменник вкотре підкреслює зіпсованість панської громади. Паралельно образу панича, який символізує безвідповідальність та свавілля (за видурений хлопцями карбованець, той посадив одного з них в тюрму, а інших «потягав по міліціях»), Мирний витворює особу Йосипа. Хлопець щирий, сердечний, хоч і впертий та самовпевнений. Цей персонаж є красномовним образом «блудного сина» — отруйний вплив Параски змусив його вкрасти гроші у батьків і одружитись з дівчиною проти їх волі. Як і блудний син, Йосип повертається і кається перед батьками, перейнявши свого старшого брата і ставши москалем. З одного боку, Йосип відображає тодішні реалії, важку долю москаля, з іншого — уособлює обдуреного фальшивим коханням хлопця. Йосип — це образ запізнілого розкаяння, зраджених почуттів і обов'язку, який він мусить виконувати.
На противагу колючому образові Василя існує м'який образ Галі — дочки Параски та Йосипа. На її прикладі автор вкотре у гострій формі показує агресивне ставлення панства до простих людей — Параска леліє сина-паненя, в той час як селянську дочку Галю ненавидить і кривдить при кожній нагоді. Галя стає образом безсилого перед владою панів народу, ображеного та пригнобленого. Панас Мирний часто утворює контрастні пари задля яскравішого відтворення образів своїх персонажів, так і тут: на противагу образу панства, уособленого в особистості Василя, існує образ народу, відтвореного в характері Галі. Отже, родина Параски — це не просто образ постраждалої від кріпосницької системи української сім'ї, це образ цілого зіпсованого покоління, отруєної спадковості та втраченого щастя.
На тлі основних дійових осіб та їх образів існують і характери, які створені для урізноманітнення композиції та сюжету. Вони доповнюють образ українського народу своїми типовими ознаками та роблять атмосферу оповіді більш живою та правдивою. Наприклад, персонажі Кулинихи та Зайчихи — це образи звичайних господинь, українських жінок. Вони не змальовані у контексті сімейного життя чи домашньої роботи, а саме в контексті дозвілля. Картина несерйозних теревень на вулиці уособлює бажання селянства попри все не відмовлятись від життєвих радощів, демонструє природу жіноцтва загалом, бажання погомоніти, забути на мить про житейські справи і роботу.

### Особливості змалювання дитячих образів
Створення вагомих дитячих персонажів для Панаса Мирного не є новим явищем. Дитинство, тогочасне оточення та умови розвитку — фактори, які стандартно мають великий вплив на становлення особистості. Тому письменник і не залишає поза увагою початковий період життя своїх персонажів, оскільки саме звідси починається їхній шлях.
Основні дитячі герої — це Василь, Галя, Івась та Грицько. Як і більшість художніх образів у творі, їх можна розділити на дві групи. Звісно, не можна чітко окреслити, хто несе позитивну, а хто — негативну енергетику, оскільки Панас Мирний належав до творців реалістичної прози, персонажі якої не могли бути вповні добрими чи поганими. Кожен з них по-своєму хороший і в певній мірі має недоліки. Тож до групи своєрідно добрих дітей відносимо Івася, Грицька та сестру Галю.
Найстаршим серед цих трьох є Грицько. Його портрет подано вкупі з портретом Івася, оскільки брати є рідними і дуже схожими: «Однакове чорне волосся, однаковий з горбочком ніс, чорні, як терен, очі, загоріле довгобразе лице. Тільки вищий Грицько, бо двома роками старший від брата». Порівняно з Івасем, Грицьковій особистості уваги приділено менше, та все ж із загального контексту зрозуміло, що хлопець добрий, по-хорошому розбишакуватий, відповідальний і працьовитий. Він дбає про свого брата, дбає про худобу, яку повинен пасти тощо.
Поряд з ним змальовано особу молодшого брата Івася. Через його характер автор передає найбільш притаманні дітям риси: «Думки у невеличкій голові бігли, як хмари у бурю, нігде не зостановлюючись, ні об віщо довго не зачіплюючись. Небагато треба, щоб уражене дитяче серце переболіло, замовкло». Івась незлопам'ятний, добрий, лагідний навіть з худобинкою: «Івась угамував бичка любими словами. Він звав його і бицею, і бичушкою, і славним бицунею». Хлопчик по-доброму наївний: вірить в небилиці брата і страшні легенди про Ратієвщину. Через особу Івася автор демонструє особливості типового дитячого мислення та психіки.
У різному ставленні братів до Галі та Василя автор наче залишає підказку: до сестри хлопчики ставляться з турботою, ніжністю і теплом, завжди раді її присутності, натомість до Василя відносяться прохолодно, часом діло ледь не доходить до бійки. Хоч брати не усвідомлені в тому, що ріднею їм є тільки Галя, вони й самі інтуїтивно люблять її більше. Проводити свій час з Василем діти не бажають, хоч і не знають, що він насправді їм не брат. Цілком логічно, що Галя буде разом з Грицем та Івасем у так званій групі добрих дітей. Дівчинка лагідна та несварлива, вона незаслужено ображена жорстоким ставленням матері і брата до себе: «Не первина Галі терпіти від матері лайку, скубку, штовхани; щасливий той день, коли проходив без їх». З братами та тіткою дівчинка завжди була привітна, навіть своїм кривдникам заперечити не могла. Просто через те, що дитя було не панського походження, мати зненавиділа дочку і зробила з неї наймичку у рідній хаті.
На противагу їй існує особа Василя — неприємний як внутрішньо, так і зовнішньо: «Здоровенна голова, мов гарбуз, міцно сиділа на короткій шиї, кругле, широке лице лисніло від поту; сірі очі бистро бігали». На його фоні хлопчики здавались ще вродливішими, аніж були: «Грицько, і Івась, стоячи біля його, виглядали такими вродливими, тільки то була врода лиця, краса зоколу».
Доповнюють дитячі образи зображення хлопчаків у оповіданні « У школі». Габелок, Жучок, Довбня — все це звичайні школярі, які як і всі діти люблять гратись, веселитись тощо. Це образ звичної для читача дітвори.